# Рогова точка
Рогова точка или само рог в математиката е особена точка на крива, която в околност на точката се представя чрез две поотделно гладки дъги (клонове), чиито допирателни в точката съвпадат. В роговата си точка кривата е недиференцируема.

## Класификация на роговите точки
Роговите точки се класифицират по два признака:
- Разположение на дъгите по отношение на допирателната:
  - Ако дъгите от кривата, които се срещат в точката, са от двете страни на допирателната, за роговата точка се казва, че е от първи род. Примери за такава крива са кардиоидата, трактрисата, както и кривата с уравнение {\displaystyle x^{3}-y^{2}=0}.
  - Ако дъгите от кривата, които се срещат в роговата точка, са една и съща страна на допирателната, говорим за рогова точка от втори род.
- Брой на дъгите от кривата, които се срещат в роговата точка:
  - Ако в роговата точка се срещат две дъги на една и съща крива, наричаме роговата точка единична.
  - Ако в роговата точка се събират четири дъги на една и съща крива, казваме, че роговата точка е двойна (оскулационна).

Без значение от коя страна на допирателната се намират, в двойната рогова точка наблюдаваме как четирите дъги на кривата по двойки образуват два гладки клона. Тази точка се нарича също точка на самодопиране. Пример за такава крива е рамфоидата с уравнение {\displaystyle x^{5}-y^{2}=0}.
Като се комбинират двете класификации, получаваме четири варианта на рогови точки. Съществува и пети вариант: двойна рогова точка, при която за едната двойка дъги точката е от първи, а за другата двойка – от втори род. Ако разгледаме дъгите по двойки като гладки клонове на кривата можем да кажем, че точката играе ролята едновременно на екстремум за единия клон от кривата и на инфлексна точка за другия. В този специален случай роговата точка се нарича оскулинфлексна.

## Особени точки, които не са рогови
Роговата точка е специфична с това, че двете допирателни в нея към двете дъги от кривата съвпадат. При други особени точки допирателните могат да са различни или въобще да не са дефинирани:
- В точката на самопресичане, допирателните към клоновете на кривата не съвпадат. Един пример за такава крива има уравнение {\displaystyle x^{2}+y^{2}=0}.
- Не можем да не споменем и изолираната точка, която не лежи на дадената крива, но има координати, които удовлетворяват уравнението на кривата (т.е. съществува околност на точката, несъдържащи други точки от кривата освен тази). Пример за крива, съдържаща изолирана точка, е {\displaystyle x^{2}-y^{2}=0}.